# 후쿠이 현립 공룡 박물관
후쿠이 현립 공룡 박물관(福井県立恐竜博物館)은 일본 후쿠이현 가쓰야마시에 있는 공룡 박물관이다.